# T-Men
 T-Men és una pel·lícula estatunidenca dirigida per Anthony Mann, estrenada el 1947.

## Argument
La pel·lícula és sobre la història de dos agents encoberts del Departament del Tresor nord-americà que en la recerca d'una banda de falsificadors aconsegueixen unir-se a ella, però un d'ells és descobert i assassinat.

## AL voltant de la pel·lícula
Fragments de la pel·lícula van ser utilitzats en el film documental Visions Of Light: The Art Of Cinematography (1992) referit a l'ús de la il·luminació com a element narratiu. La feina en aquest film de John Alton va ser el pas inicial per al seu reconeixement com un dels més destacats directors de fotografia.
El 1969 es va realitzar amb el nom de The File of The Golden Goose, una nova versió dirigida per Sam Wanamaker i protagonitzada per Yul Brynner i Edward Woodward l'acció de la qual se situa a la ciutat de Londres.

## Repartiment
- Dennis O'Keefe: Dennis O'Brien
- Mary Meade: Evangeline
- Alfred Ryder: Tony Genaro
- Wallace Ford: The Schemer
- June Lockhart: Mary Genaro
- Charles Mcgraw: Moxie

## Al voltant de la pel·lícula
La pel·lícula descriu amb una precisió documental el treball dels agents del tresor (els T-Men) a través d'un argument presentat com a real. El que podria semblar d'entrada com una pel·lícula d'encàrrec del Tresor públic per promocionar les seves pròpies activitats, és transformat per Anthonny Mann en una implacable pel·lícula negra.

## Nominacions
- Oscar al millor so 1948 per Jack Whitney